# Amyciaea lineatipes
Amyciaea lineatipes är en spindelart som beskrevs av O. Pickard-Cambridge 1901. Amyciaea lineatipes ingår i släktet Amyciaea och familjen krabbspindlar. Inga underarter finns listade i Catalogue of Life.

## Bildgalleri

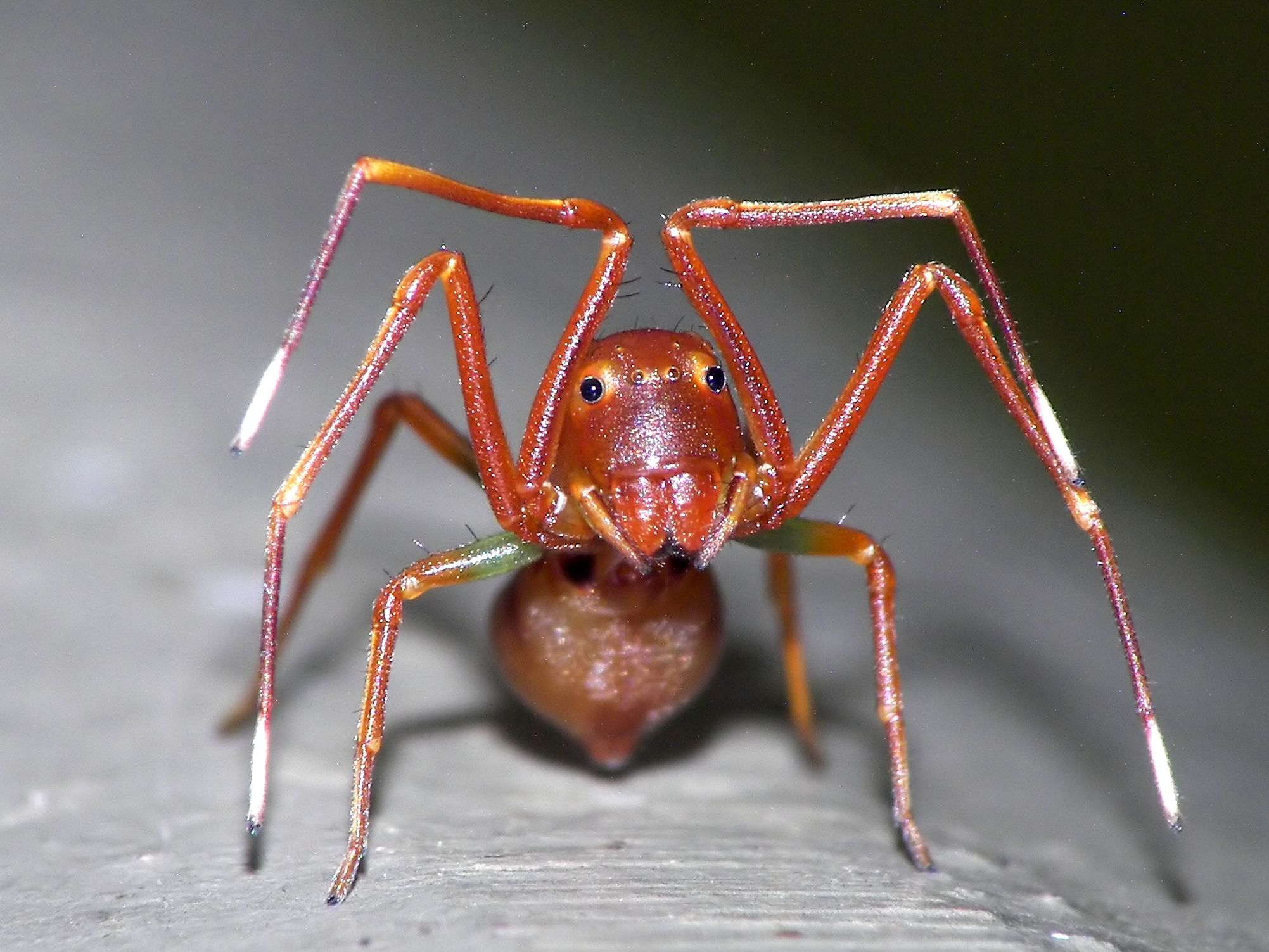